# Frédéric III de Brandebourg-Ansbach
Pour les articles homonymes, voir Frédéric III.
Frédéric III (1er mai 1616, Ansbach – 6 septembre 1634, Nördlingen) est margrave de Brandebourg-Ansbach de 1625 à sa mort.
Il est le fils aîné du margrave Joachim-Ernest de Brandebourg-Ansbach et de son épouse Sophie de Solms-Laubach. À la mort de son père, en 1625, il est encore mineur, et sa mère assure la régence en son nom.
Combattant dans les rangs de l'armée suédoise, le jeune margrave est tué à la bataille de Nördlingen le 6 septembre 1634, à l'âge de dix-huit ans. Son frère cadet Albert lui succède.
- Notices d'autorité :   - VIAF
  - GND